# Ropers ångvelociped

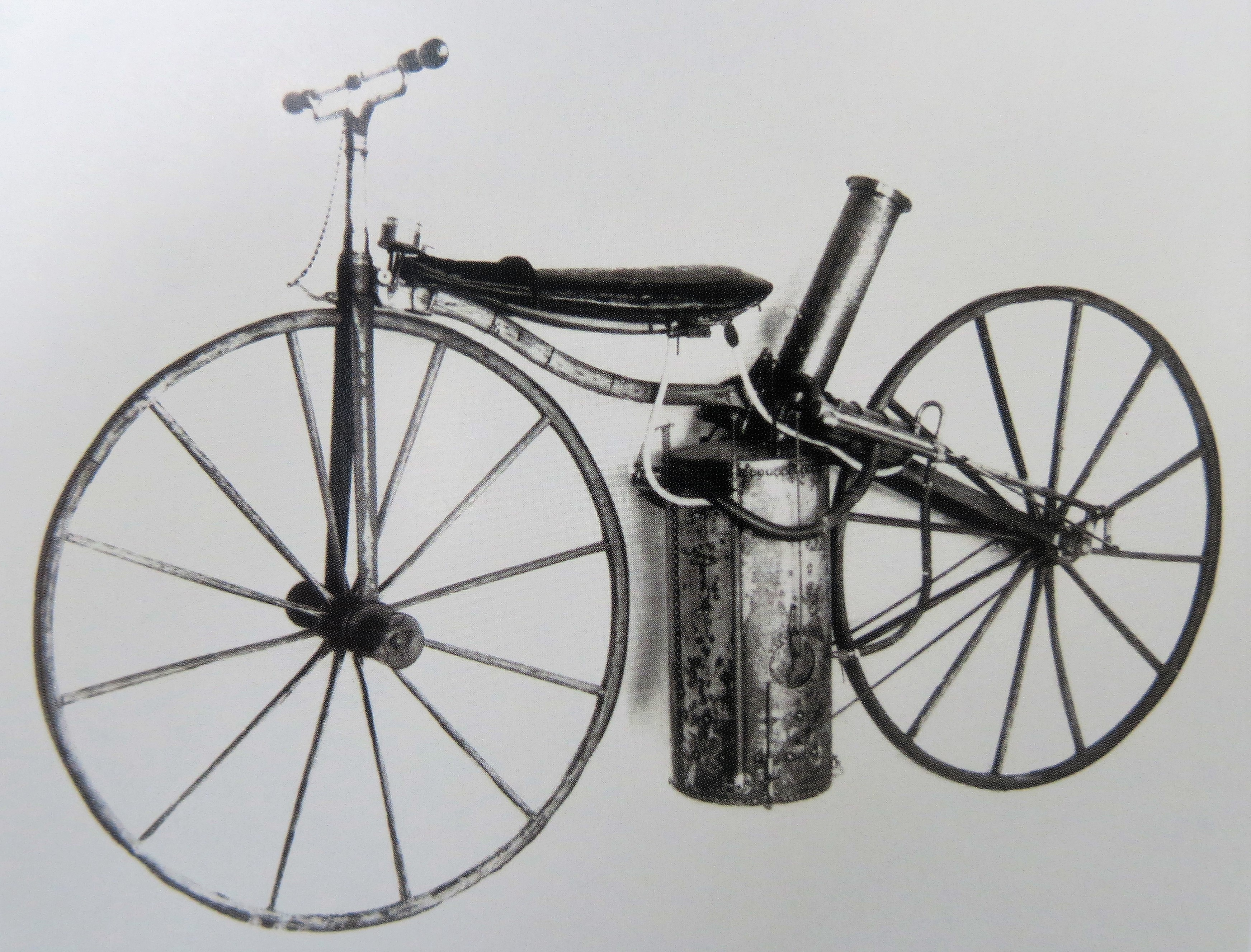
Ropers första version av ångvelociped

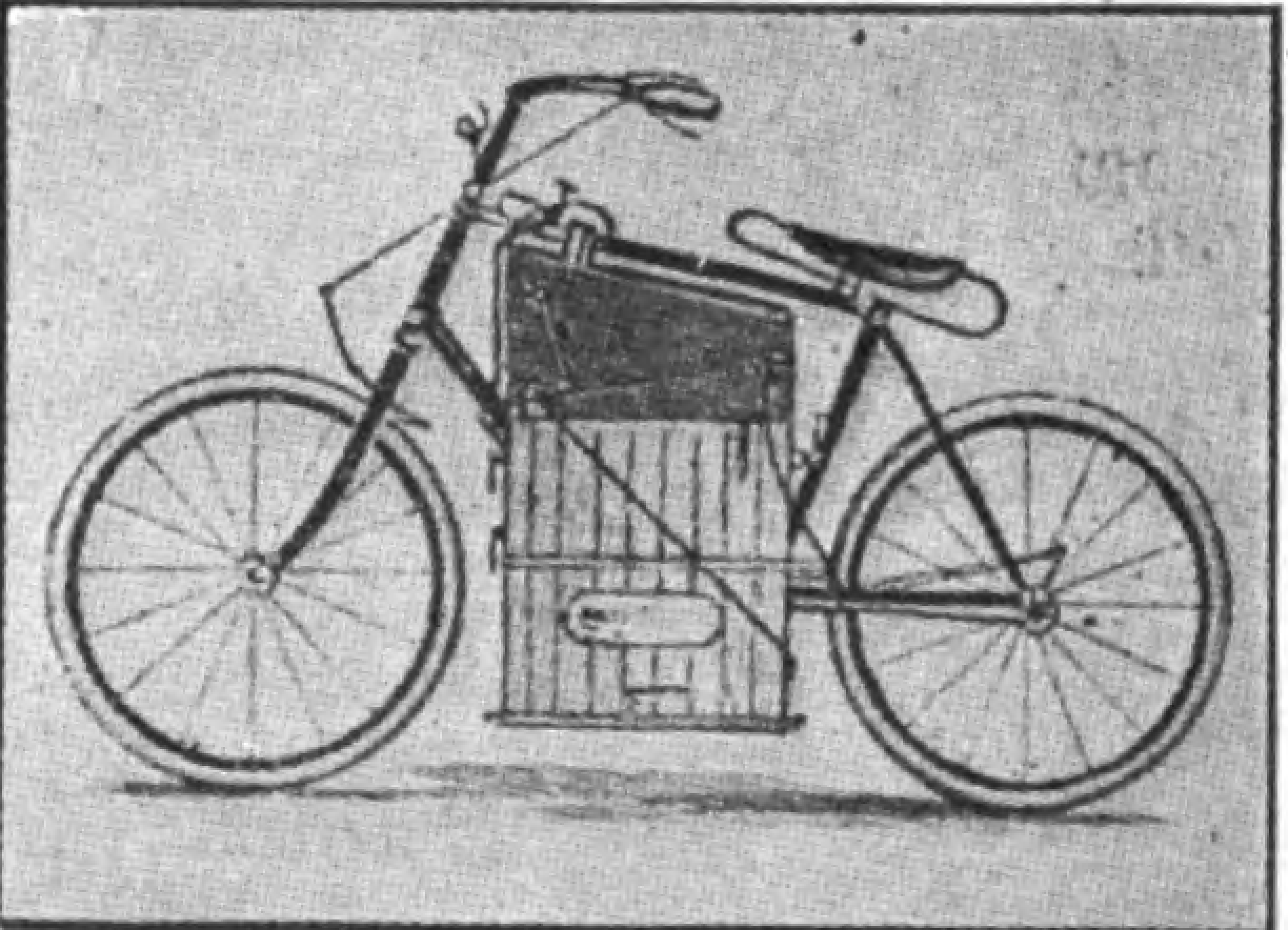
Ropers andra version av ångvelociped

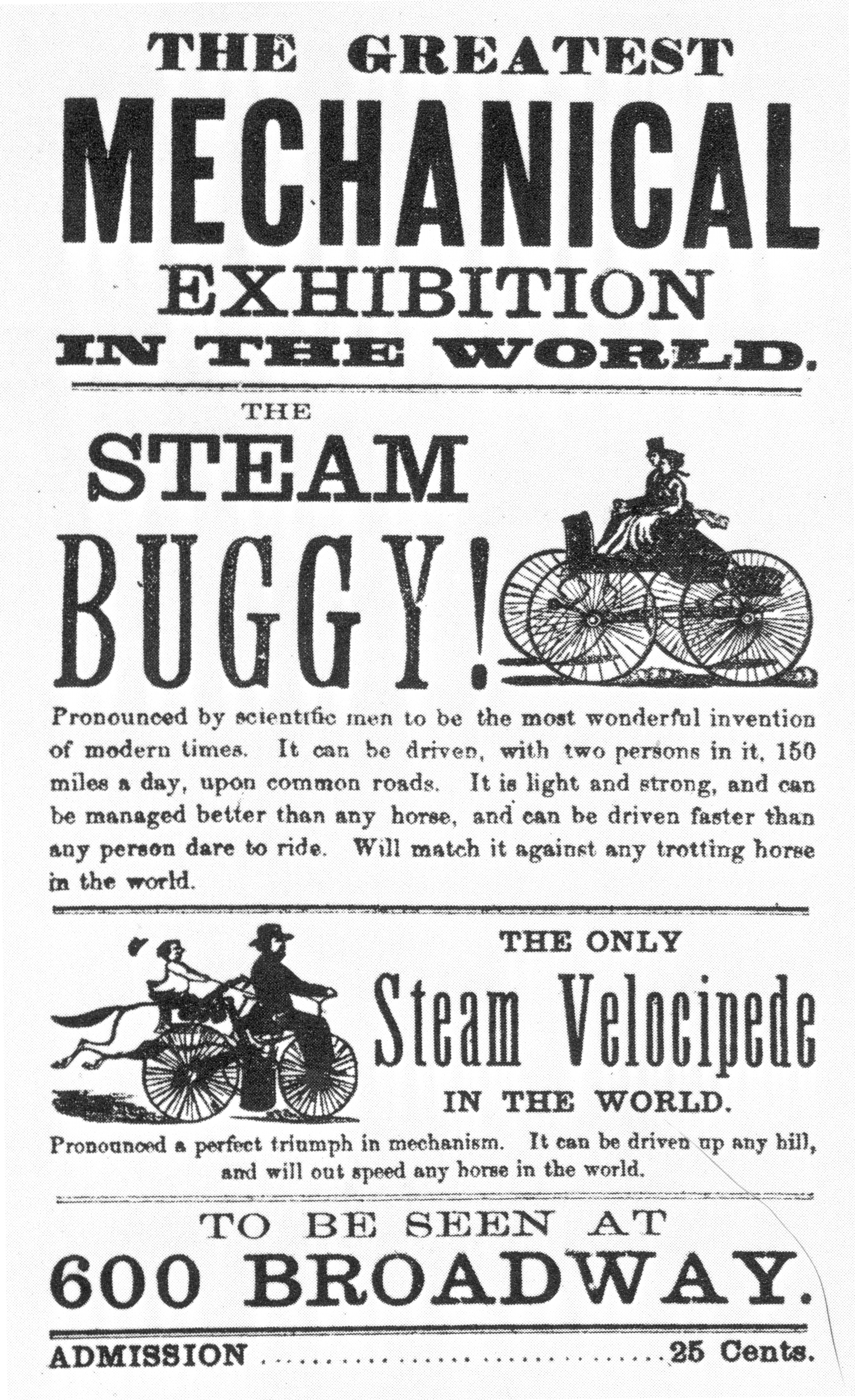
Reklamblad för förevisning av Ropers ångfordon

Ropers ångvelociped  konstruerades i en första version av den amerikanske uppfinnaren Sylvester Roper något av åren 1867, 1868 eller 1869. Han lanserade några år senare, 1894, en andra version, som var baserad på en ram av den modernare säkerhetscykeln.
Den första versionen av Ropers ångcykel kan ha varit världens äldsta motorcykel. Den och Michaux-Perreaux ångvelociped har samma förmodade tillverkningsår enligt olika bedömningar. De kan ha tillverkats samma år, eller så är endera av dem äldre. Vissa experter på motorcykelhistoria anser dock att ingen av dem kan definieras som en "riktig" motorcykel, eftersom de antingen inte har en bensinförbränningsmotor eller saknar den teknologi som kännetecknar senare serieproducerade motorcyklar. Dessa experter anser att den äldsta motorcykeln var Daimler Reitwagen, som konstruerades av Wilhelm Maybachs och Gottlieb Daimler 1885.

## Den första versionen
Den första versionen hade en cykelram av modell benskakare av hickory, eller av stål, som på det bevarade exemplaret på Smithsonian Institution. Den hade en hjulbas på 1,25 meter och två 34-tums trähjul med träekrar och med stålband utanpå. Den hade en ofjädrad stålframhjulsgaffel och fasta styrhandtag med trägrepp. En vridstång reglerade ångpådraget och hade en dubbel funktion, så att det också reglerade en skedbroms på framhjulet. Sitsen tjänade också som vattentank. En handmanövrerad pump pumpade vatten från tanken till ångpannan. Ångpannan satt mellan hjulen och hade en bakåtlutande fartygsliknande skorsten bak ryttarens rygg, med en eldpanna i den nedre delen av ångmaskinen, vilken hängde i en fjäder från ramen för att absorbera stötar. Ångmaskinen hade två cylindrar.

## Den andra versionen 1884-1896
Ropers andra motorcykelversion konstruerades 1884 och förbättrades 1896 på uppdrag av Albert Pope på Pope Manufacturing Company, som tillverkade säkerhetscyklar av märket Columbia. Pope tillhandahöll en Columbia-cykel till Roper, som monterade en förbättrad encylindrig koleldad ångmaskin på ramens mitt. Inklusive kol och vatten vägde motorcykeln 68 kg. Ångmaskinen bedömdes ha en effekt på åtta hk. Roper blev känd för att regelbundet köra denna motorcykel, som han kallade sin "self propeller", mellan sitt hem i Roxbury och Bostons hamn, en sträcka på sju miles, vilket motsvarade motorcykelns räckvidd.